# TEDi
TEDi (dříve T € Di, zkratka Top Euro Discount) je německý diskontní řetězec prodávající nepotravinářské zboží.
Společnost TEDi byla založena v roce 2004. V roce 2020 provozuje prodejny v Německu, Španělsku, Rakousku, Slovinsku, Slovensku, Chorvatsku, Polsku, Itálii a v Česku (od roku 2020).

## TEDi ve světě
| stát       | počet prodejen[kdy?] |
| ---------- | -------------------- |
| Německo    | 1635                 |
| Španělsko  | 212                  |
| Rakousko   | 135                  |
| Slovinsko  | 39                   |
| Slovensko  | 38                   |
| Chorvatsko | 18                   |
| Polsko     | 14                   |
| Itálie     | 9                    |
| Česko      | 43                   |